# Carmen (film 1915 DeMille)
Carmen è un film del 1915 diretto da Cecil B. DeMille. Distribuito dalla Paramount e prodotto dallo stesso DeMille, è il secondo film sul personaggio di Carmen prodotto nel 1915, quando venne girata anche la Carmen di Raoul Walsh con Theda Bara.
È il primo film della cantante Geraldine Farrar uscito nelle sale (il suo primo film in effetti fu Maria Rosa, distribuito solo nel 1916).
Nel team, operatore alla macchina da presa, c'era Charles Rosher, futuro Premio Oscar come direttore della fotografia. Il fotografo di scena (non accreditato) era il fratello del regista, William C. deMille, che firmò anche la sceneggiatura del film.

## Trama

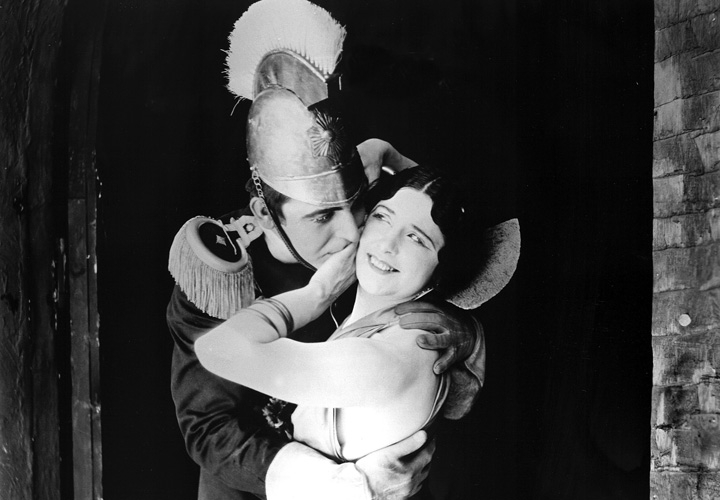
Wallace Reid e Geraldine Farrar

Don José, un giovane ufficiale giunto da poco in una città sulla costa, rifiuta di farsi corrompere dai contrabbandieri. Allora una tempestosa gitana, Carmen, che lavora alla manifattura tabacchi di giorno e di notte danza in una taverna, viene incaricata di sedurre José. Le attenzioni della donna, corteggiata senza successo dal torero Escamillo e da Morales, uno degli ufficiali, lusingano il giovane. Carmen ferisce durante una rissa la zingara Frasquita, innamorata di José: lo stesso ufficiale uccide Morales che, ubriaco, l'ha insultato. Carmen e José fuggono sulle montagne tra i contrabbandieri. Ma la gitana dichiara di essere una donna libera e lascia José per andare a raggiungere il torero Escamillo a Siviglia. L'amante abbandonato la va a cercare: mentre la folla esplode negli applausi all'assistere alle prodezze di Escamillo, José, fuori dall'arena, uccide la donna che non lo vuole più.

## Produzione
Nella caldissima estate del 1915, Geraldine Farrar girò ben tre film: questo fu il primo a uscire nelle sale. La celebre cantante era stata messa sotto contratto dalla Famous Players attraverso Morris Gest, per dare lustro e prestigio con la sua partecipazione ai film prodotti dalla compagnia. Benché la pellicola fosse interpretata da una cantante d'opera, la sceneggiatura si rifà al racconto di Mérimée e non al libretto della Carmen.

### Riprese
Il film venne girato dal 28 giugno al 13 luglio 1915, con un budget stimato di 23.430 dollari. Per le scene di combattimento dei tori, fu costruita un'arena, sotto la supervisione della municipalità di Los Angeles. Per queste scene, seguite in contemporanea da dieci cineprese, vennero ingaggiati dei toreri provenienti dal Messico. Molti nomi famosi, incluso un numero di divi della Paramount, apparvero tra il pubblico. Le riprese furono effettuate con la cooperazione della società per la prevenzione della crudeltà verso gli animali. Durante le prove e mentre si girava, il pianista Melville Ellis suonava al pianoforte; lo strumento, per tutta la durata della lavorazione, seguì la troupe nei diversi luoghi, trasportato a bordo di un camion.

## Distribuzione
A Hollywood, il film fu presentato in anteprima a un pubblico scelto di invitati nell'agosto 1915.
La prima si tenne il 1º ottobre alla Boston Symphony Hall: era la prima volta che un film vi veniva proiettato. Fu stabilita una linea telefonica tra il teatro e lo studio di Lasky a Hollywood: Lasky e DeMille, rispettivamente produttore e regista del film, seguivano in studio la proiezione e, nel contempo, potevano, attraverso il telefono, sentire anche le reazioni del pubblico di Boston.
Il copyright del film, richiesto dalla Jesse L. Lasky Feature Play Co., fu registrato il 4 ottobre 1915 con il numero LU6539.
Distribuito dalla Famous Players-Lasky Corporation, uscì nelle sale statunitensi il 31 ottobre (o 1 novembre) 1915. Incassò 147.600 dollari a fronte di un investimento di 23.430 dollari. Venne distribuito nuovamente nel 1918.
Nel 2001, il film fu distribuito in DVD dalla Image Entertainment, sottotitolato in inglese con una colonna sonora in Dolby stereo.
Nel 2006, la Video Artists International ha distribuito in DVD una versione di 56 minuti in B/N e colorata, con sottotitoli in inglese, tratta da una copia, proveniente dagli archivi della George Eastman House in 35 mm, appartenuta allo stesso DeMille (probabilmente la versione uscita nel 1918). La colorazione è stata effettuata seguendo le indicazioni del regista trovate tra le carte di DeMille.
Nel 2007, la Passport Video ha fatto uscire un cofanetto contenente una ventina di film di DeMille, incluso questo in una versione B/N di 57 minuti.

### Data di uscita
su IMDB e DVD su SilentEra Archiviato il 1º febbraio 2011 in Internet Archive.
- USA	31 ottobre 1915
- USA	29 settembre 1918	 (riedizione)
- USA	6 marzo 2001	 DVD
- USA	28 marzo 2006	 DVD versione in parte colorata
- USA 12 giugno 2007 cofanetto DVD